# Sunthorn Kongsompong
Sunthorn Kongsompong (em tailandês:  สุนทร คงสมพงษ์, Sunthon Khongsomphong; 1 de agosto de 1931 - 2 de agosto de 1999) foi o chefe de governo de facto da Tailândia de 1991 a 1992 depois que um golpe militar liderado por Sunthorn e pelo General Suchinda Kraprayoon depôs o governo do primeiro-ministro Chatichai Choonhavan em 23 de fevereiro de 1991.
Os generais acusaram Chatichai de corrupção e estabeleceram uma junta militar (o Conselho Nacional de Manutenção da Paz) como uma administração interina, com Sunthorn como presidente. Anand Panyarachun foi nomeado primeiro-ministro em março de 1991, mas a administração do país também era gerida pelo Conselho Nacional de Manutenção da Paz.
Sunthorn deixou o cargo político após a promulgação da constituição em maio de 1992, que proibia os militares de exercer o cargo de primeiro-ministro.
Após sua morte por câncer de pulmão, um escândalo surgiu sobre a distribuição de seus bens quando ele deixou a maior parte de sua fortuna, estimada em US$ 150 milhões, para sua amante. Sua esposa entrou com um processo para que a decisão fosse anulada. No entanto, também foi levantada a questão de como um general com uma renda mensal de pouco mais de 1.000 dólares poderia acumular uma fortuna pessoal tão grande. O caso acabou por levar a investigações contra outros militares, políticos e empresários por suspeita de enriquecimento ilícito, lavagem de dinheiro e corrupção.